# Phyllodromica tartara
Phyllodromica tartara es una especie de cucaracha del género Phyllodromica, familia Ectobiidae. Fue descrita científicamente por Saussure en 1874.
Habita en Kazajistán, Kirguistán, Uzbekistán y Tayikistán.